# ピートとドラゴン
『ピートとドラゴン』（原題：Pete's Dragon）は、1977年のアメリカ合衆国の実写映画。

## 概要
本作以前のウォルト・ディズニー・プロダクションで制作された実写とアニメーションの合成作品（『南部の唄』や『メリー・ポピンズ』など）は、アニメの世界へ実写の人物が行くものだったが、今作では、実写の世界へアニメキャラクターが現れる設定となっている。
本作は当初、テレビ番組『ディズニーランド』内で放送する2部構成のエピソードとして1957年に構想されていた。
日本では劇場未公開であり、ソフトも1980年代にVHSとレーザーディスクを発売したのみで長らく視聴できる機会はなかったが、現在は各種配信サイト（Disney+など）で視聴可能となっている。ただし、一部サイトの配信は、酒場や灯台でのノラの踊りなど、いくつかの場面がカットされた短縮版となっている。

## キャラクター
ピート
ゴーガンが奴隷のように扱った孤児の少年。
エリオット
孤独な少年ピートの保護者役のドラゴン。姿を消す能力を持ち、子どもを助ける心優しい性格である。
ノラ
ランピーの親切な娘。頭の回転が速い。後にピートを養子にする。
ターミナス博士
ランピー
パッサマクオディの灯台守。ノーラの父。
ホーギー
ターミナス博士の助手。
レナ・ゴーガン
ゴーガン家の家長。
ミス・テイラー
パッサマクオディの学校教師。ノラの提案でピートを生徒として受け入れる。
マール・ゴーガン
レナの夫。

## キャスト
| 役名           | 原語版声優             | 日本語吹き替え                                                                      | 日本語吹き替え |
| 役名           | 原語版声優             | 配信版                                                                              | ソフト版       |
| -------------- | ---------------------- | ----------------------------------------------------------------------------------- | -------------- |
| ピート         | ショーン・マーシャル   | 宮里駿                                                                              | 土井美加       |
| ノラ           | ヘレン・レディ         | 杉村理加                                                                            | 北島マヤ       |
| ランピー       | ミッキー・ルーニー     | 熊倉一雄                                                                            | 内田稔         |
| ターミナス博士 | ジム・デール           | 内田直哉                                                                            | 江原正士       |
| ホーギー       | レッド・バトンズ       | 岩崎ひろし                                                                          | 牛山茂         |
| レナ・ゴーガン | シェリー・ウィンタース | 宮寺智子                                                                            | 福田公子       |
| ミス・テイラー | ジェーン・キーン       | 華村りこ                                                                            | 久保田民絵     |
| 町長           | ジム・バッカス         | 佐山陽規                                                                            | 吉水慶         |
| マール         | チャールズ・タイナー   | 梅津秀行                                                                            | 遠藤征慈       |
| グローヴァー   | ゲイリー・モーガン     | 落合弘治                                                                            | 小山武宏       |
| ウィリー       | ジェフ・コナウェイ     | 後藤敦                                                                              | 岡田吉弘       |
| ポール         | カル・バートレット     | 根本泰彦                                                                            | 山口嘉三       |
| 船長           | ウォルター・バーンズ   | 宝亀克寿                                                                            |                |
| エリオット     | チャーリー・カラス     | 原語版流用                                                                          | 原語版流用     |
| 左官屋         |                        | 多田野曜平                                                                          |                |
| 酒場の男       |                        | 川本克彦                                                                            |                |
| その他         | N/A                    | 黒川なつみ 中村千絵 斎藤恵理 小西のりゆき 木村聡子 宮島依里 黒葛原未有 大久保祥太郎 |                |
|                |                        |                                                                                     |                |
| 演出／音楽演出 |                        | 松岡裕紀                                                                            |                |
| 翻訳／訳詞     |                        | いずみつかさ                                                                        |                |
| 録音・調整     |                        | 上村利秋                                                                            |                |
| 録音制作       |                        | スタジオ・エコー                                                                    |                |
| 制作           |                        | Disney Character Voices International, Inc.                                         |                |

- 配信版：Disney+で配信。2004年12月9日・11日・12日・16日・19日に録音。2005年にディズニー・チャンネルで初放送。
- ソフト版：過去に発売されたVHSとLDに収録。1987年9月28日発売。

## スタッフ
| 製作総指揮                   | ドン・B・テータム                                       |
| 製作                         | E・カードン・ウォーカー                                 |
| 原作                         | シートン・I・ミラー、S・S・フィールド                   |
| 脚本                         | マルコム・マーモスタイン                                |
| 音楽                         | アーウィン・コスタル                                    |
| 撮影                         | フランク・フィリップス                                  |
| 美術                         | ジョン・B・マンスブリッジ、ジャック・マーティン・スミス |
| 編集                         | ゴードン・D・ブレナー                                   |
| イメージボード               | ピーター・ヤング                                        |
| プロデューサー               | ジェローム・コートランド                                |
| エグゼクティブプロデューサー | ロナルド・W・ミラー                                     |
| アニメーション監督           | ドン・ブルース                                          |
| 監督                         | ドン・チャフィ                                          |
| 制作                         | ウォルト・ディズニー・プロダクション                    |

## 上映データ
| 公開日 上映時間 | 1977年（昭和52年） | 11月3日  | プレミア上映   | 135分→129分 |
| 公開日 上映時間 | 1977年（昭和52年） | 12月16日 | アメリカ合衆国 | 135分→129分 |
| 公開日 上映時間 | 1978年（昭和53年） | 4月13日  | オーストラリア | 135分→129分 |
| 公開日 上映時間 | 1978年（昭和53年） | 8月28日  | スペイン       | 135分→129分 |
| 公開日 上映時間 | 1978年（昭和53年） | 10月18日 | フランス       | 135分→129分 |
| 公開日 上映時間 | 1978年（昭和53年） | 10月19日 | 香港           | 135分→129分 |
| サイズ          | カラー             | 1.75:1   |                |             |

## リメイク
2016年8月12日には、本作を『ピートと秘密の友達』のタイトルで現代の最新VFXによってリブート・3D映画化し、公開された。